# Charles Compton, I marchese di Northampton
Charles Compton, I marchese di Northampton (24 marzo 1760 – 24 maggio 1828) è stato un politico inglese.

## Biografia
Era il figlio di Spencer Compton, VIII conte di Northampton, e di sua moglie, Jane Lawton.

## Carriera
È stato eletto alla Camera dei comuni per Northampton nel 1784, un posto che ha mantenuto fino al 1796, quando successe al padre alla contea ed è entrato nella Camera dei lord. Suo cugino Spencer Perceval, poi il primo ministro, lo ha sostituito come membro del Parlamento per Northampton. Lord Northampton è stato anche Lord luogotenente del Northamptonshire. Nel 1812 fu creato barone Wilmington, Conte Compton e Marchese di Northampton.

## Matrimonio
Sposò, il 18 agosto 1787, Maria Smith (?-14 marzo 1843), figlia di Joshua Smith. Ebbero due figli:
- Spencer Compton, II marchese di Northampton (2 gennaio 1790-17 gennaio 1851);
- Lady Frances Elizabeth Compton (?-1873), sposò Charles Scrase Dickens, ebbero quattro figli.

## Morte
Morì il 24 maggio 1828, all'età di 68 anni.